# Moyenne

Construction de différentes moyennes de deux nombres réels positifs dans un trapèze.

Construction de différentes moyennes de deux nombres réels positifs sur un demi-cercle

En mathématiques, la moyenne est un outil de calcul permettant de résumer une liste de valeurs numériques en un seul nombre réel, indépendamment de l’ordre dans lequel la liste est donnée. Par défaut, il s’agit de la moyenne arithmétique, qui se calcule comme la somme des termes de la liste, divisée par le nombre de termes. D’autres moyennes peuvent être plus adaptées selon les contextes.
La moyenne est un des premiers indicateurs statistiques pour une série de nombres. Lorsque ces nombres représentent une quantité partagée entre des individus, la moyenne  exprime la valeur qu’aurait chacun si le partage était équitable.
La notion de moyenne s’étend aux fonctions avec la valeur moyenne, en géométrie classique avec le barycentre et en théorie des probabilités avec l’espérance d’une variable aléatoire.

## Motivation

### Valeur intermédiaire
La notion de moyenne est historiquement reliée à celle de valeur intermédiaire, appelée aussi médiété. Étant donnés deux nombres a et b, comment choisir une valeur c pour que a soit à c ce que c soit à b ? La réponse diffère selon l’opération choisie pour aller d’un nombre à l’autre.
Par exemple, pour aller de 2 à 18, on peut ajouter deux fois 8, avec une étape en 10, ou multiplier deux fois par 3, avec une étape en 6. Le premier cas décrit une moyenne arithmétique, qui s’obtient par la fraction {\displaystyle {\frac {2+18}{2}}}. Le second cas est une moyenne géométrique, qui s’obtient avec la racine carrée {\displaystyle {\sqrt {2\times 18}}}.
Les identités remarquables usuelles permettent de montrer rapidement que la moyenne géométrique de deux nombres positifs est toujours inférieure à leur moyenne arithmétique.

### Égalisation
Une autre manière de définir ces moyennes est de cumuler les nombres choisis puis de chercher comment on peut obtenir le même résultat en cumulant plusieurs fois la même valeur. Tout dépend alors de la procédure de cumul. Avec une addition, on trouve 2+18=20, qu’on aurait pu obtenir en posant 10+10=20. Avec une multiplication, on trouve 2×18=36, qu’on aurait pu obtenir avec 6×6=36.
D’autres procédures de cumul sur deux nombres a et b permettent de définir la moyenne harmonique {\displaystyle {\frac {2ab}{a+b}}} et la moyenne quadratique {\displaystyle {\sqrt {a^{2}+b^{2} \over 2}}}.
Cette approche permet de définir les moyennes pour des listes de plus de deux nombres.

### Position d'équilibre
La moyenne peut aussi être concrétisée par le point d'équilibre d’un ensemble fini de masses ponctuelles positionnées le long de la droite numérique, comme sur un mobile.
Cette approche permet d’introduire naturellement la notion de moyenne pondérée. Par exemple, on peut souhaiter que la moyenne soit trois fois plus proche de la première valeur que de la deuxième. Entre 7 et 19, le nombre 10 est bien trois fois plus proche de 7 (avec un écart de 3) que de 19 (avec un écart de 9). On dit alors que 10 est la moyenne pondérée des nombres 7 et 19 avec les coefficients 3 et 1. On le trouve en calculant la somme pondérée que l’on divise par la somme des coefficients {\displaystyle {\frac {3\times 7+1\times 19}{3+1}}={\frac {40}{4}}=10}.

### Moyenne comme meilleure approximation
Dans le cas où on cherche à évaluer une moyenne de plusieurs points, il vient naturellement de s'intéresser aux distances. La moyenne d'un n-uplet de points (x1, ... ,xn) dans un ensemble de réels X devient alors la valeur qui minimise,
{\displaystyle D(x)=\sum _{i=1}^{n}d(x,x_{i}).}
pour une distance d définie sur X.
Le problème est que cette valeur minimale peut être atteinte en plusieurs points, voire ne pas être atteinte du tout.
Plusieurs moyennes sont induites par un problème de distance minimale :
- pour {\displaystyle \mathrm {X} =[0,+\infty [}, la distance {\displaystyle d(x,y)=(x-y)^{2}} donne une mesure minimisée en un seul point, la moyenne arithmétique du n-uplet (application du théorème de Koenig-Huygens)
- pour {\displaystyle \mathrm {X} =]0,+\infty [}, la distance {\displaystyle d(x,y)=(\ln x-\ln y)^{2}} induit la moyenne géométrique du n-uplet
- pour {\displaystyle \mathrm {X} =]0,+\infty [}, la distance {\displaystyle d(x,y)=\left({\frac {1}{x}}-{\frac {1}{y}}\right)^{2}} induit la moyenne harmonique du n-uplet
- Plus généralement, la distance {\displaystyle d(x,y)=\left(f(x)-f(y)\right)^{2}} induit la moyenne quasi-arithmétique selon f du n-uplet

En revanche, la mesure basée sur le symétrique du symbole delta de Kronecker
{\displaystyle d(x,y)=1-\delta _{x\,y}={\begin{cases}1&\mathrm {si} \,x\neq y\\0&\mathrm {sinon} \end{cases}}}
ne donnera pas une valeur moyenne du n-uplet mais son mode, et la distance usuelle d(x,y) = |x – y| renvoie la médiane.
Pour d'autres moyennes, comme la moyenne logarithmique, le problème reste ouvert car aucune distance associée n'a été déterminée.
On peut aussi évoquer la moyenne de Fréchet dans le cas où la fonctionnelle à minimiser est la variance de Fréchet:
{\displaystyle V(x)=\sum _{i=1}^{n}d^{2}(x,x_{i}).}
On parlera de moyenne de Karcher quand le minimum n'est pas atteint en un unique point, et de moyenne de Fréchet quand ce minimum est en un unique point.

## Définition
On appelle moyenne de deux nombres x et y, une fonctionnelle {\displaystyle m:\mathbb {R} _{+}\times \mathbb {R} _{+}\Longrightarrow \mathbb {R} _{+}} continue vérifiant les propriétés suivantes :
- {\displaystyle x\leqslant y\Longrightarrow x\leqslant m(x,y)\leqslant y}
- {\displaystyle m(y,x)=m(x,y)}
- {\displaystyle x=m(x,y)\Longrightarrow x=y}

Oscar Chisini donne une définition moins restrictive (en) d'une moyenne « substitutive », où la moyenne de x et y par rapport à m est la valeur t telle que,:
{\displaystyle m(t,t)=m(x,y).}
Hardy, Littlewood et Pólya, dans leur ouvrage Inequalities définissent la moyenne d'un ensemble discret de nombres (x1, ..., xn) à partir d'une fonction φ telle que, avec {\displaystyle m=\min _{i}x_{i},M=\max _{i}x_{i}}, φ est continue et strictement monotone sur [m , M], et pour un ensemble de poids (ω1, ..., ωn) strictement positifs et de somme égale à 1, la moyenne de (x1, ..., xn) est la valeur x telle que:
{\displaystyle \varphi ({\bar {x}})=\sum _{i=1}^{n}\omega _{i}\varphi (x_{i})}

## Propriétés
Pour qu'une fonction xm = m(x1, ... ,xn)  d'un n-uplet de réels x = (x1, ... ,xn) pris dans un ensemble X, puisse être utilisée comme moyenne de x :
- la valeur xm doit être intermédiaire[10]:
{\displaystyle \min _{i=1,...,n}x_{i}\leqslant x_{m}\leqslant \max _{i=1,...,n}x_{i}}
- la valeur xm doit vérifier la propriété d'identité : si toutes les valeurs du n-uplet sont égales, le calcul de la moyenne doit donner cette valeur :
{\displaystyle \forall a\in \mathbf {X} ,\ m(a,a,...,a)=a}

On peut ajouter d'autres propriétés, comme l'homogénéité de degré 1 : 
- {\displaystyle \forall t\in \mathbb {R} ,\ m(tx_{1},tx_{2},...,tx_{n})=t\,m(x_{1},x_{2},...,x_{n})}

ou la symétrie : toute permutation des coefficients du n-uplet ne change pas la valeur moyenne
- {\displaystyle \forall \sigma \in {\mathfrak {S}}_{n},\ m(x_{\sigma (1)},x_{\sigma (2)},...,x_{\sigma (n)})=m(x_{1},...,x_{n})}

ou encore la croissance, pour {\displaystyle \mathbf {X} =\mathbb {R} _{+}} : 
- les fonctions {\displaystyle x_{i}\mapsto m(x_{1},\cdots ,x_{i},\cdots ,x_{n})} sont croissantes[11].

## Formulations

### Moyenne arithmétique
Pour toute liste (x1, ..., xn) de réels, on définit sa moyenne arithmétique par la formule
{\displaystyle {\overline {x}}={1 \over n}\sum _{i=1}^{n}{x_{i}}}, qui ne dépend pas de l’ordre des termes et est toujours comprise entre les valeurs minimale et maximale de la liste.
Cette moyenne est linéaire, c’est-à-dire que l’addition ou la multiplication par une constante sur les valeurs de la liste se traduit par la même opération sur la moyenne.
Pour calculer une moyenne sur une liste dans laquelle beaucoup de valeurs sont répétées, on peut noter (x1, ..., xk) la liste des valeurs (sans répétition) et (n1, ..., nk) la liste des effectifs (le nombre de fois qu’apparait chaque valeur dans la liste initiale). La moyenne s’écrit alors
{\displaystyle {\overline {x}}={1 \over \sum _{i=1}^{k}n_{i}}\sum _{i=1}^{k}{n_{i}x_{i}}}.
On retrouve la notion de moyenne pondérée, dans laquelle les facteurs ni ne représentent pas nécessairement des effectifs, mais des coefficients appelés poids, par exemple pour calculer la moyenne de notes sur un bulletin scolaire dans lequel on souhaite accorder plus d’importance à certaines disciplines ou à certains devoirs, en leur attribuant un coefficient plus grand que les autres.
La moyenne arithmétique est aussi cumulative, c’est-à-dire que si la liste est partagée en plusieurs sous-listes, la moyenne de la liste globale est la moyenne pondérée des moyennes des sous-listes, avec pour coefficients de chaque sous-liste le nombre de termes concernés.

### Moyennes généralisées

#### Moyenne d'ordrep
Étant donnée une liste (x1, ..., xn) de réels positifs (voire strictement positifs pour la moyenne harmonique), avec éventuellement une liste (m1, ..., mn) de poids associés, positifs et non tous nuls, on définit les moyennes usuelles suivantes.
| Nom                  | Moyenne brute                                                                                | Moyenne pondérée                                                                           |
| -------------------- | -------------------------------------------------------------------------------------------- | ------------------------------------------------------------------------------------------ |
| moyenne arithmétique | {\displaystyle {\overline {x}}_{\rm {A}}={\frac {1}{n}}\sum _{i=1}^{n}{x_{i}}}               | {\displaystyle {\frac {\sum _{i=1}^{n}{m_{i}\cdot x_{i}}}{\sum _{i=1}^{n}{m_{i}}}}}        |
| moyenne harmonique   | {\displaystyle {\overline {x}}_{\rm {H}}={\frac {n}{\sum _{i=1}^{n}{1 \over x_{i}}}}}        | {\displaystyle {\frac {\sum _{i=1}^{n}m_{i}}{\sum _{i=1}^{n}{\frac {m_{i}}{x_{i}}}}}}      |
| moyenne géométrique  | {\displaystyle {\overline {x}}_{\rm {G}}={\sqrt[{n}]{\prod _{i=1}^{n}x_{i}}}}                | {\displaystyle \left(\prod _{i=1}^{n}x_{i}^{m_{i}}\right)^{1/\sum _{i=1}^{n}m_{i}}}        |
| moyenne quadratique  | {\displaystyle {\overline {x}}_{\rm {Q}}={\sqrt {{\frac {1}{n}}\sum _{i=1}^{n}{x_{i}^{2}}}}} | {\displaystyle {\sqrt {{\frac {1}{\sum _{i=1}^{n}m_{i}}}\sum _{i=1}^{n}{m_{i}x_{i}^{2}}}}} |

Ces moyennes reprennent certaines propriétés de la moyenne arithmétique :
- la moyenne ne dépend pas de l’ordre des termes ;
- la moyenne est toujours comprise entre la valeur minimale et la valeur maximale de la liste ;
- la moyenne est homogène, c’est-à-dire que si toutes les valeurs de la liste sont multipliées par un même facteur, la moyenne est multipliée par ce même facteur ;
- la moyenne est cumulative, c’est-à-dire que si la liste est partagée en plusieurs sous-listes, la moyenne de la liste globale est la moyenne pondérée des moyennes des sous-listes, avec pour coefficients de chaque sous-liste le nombre de termes concernés.
- la moyenne est croissante (par rapport à chaque {\displaystyle x_{i}})

En outre, ces moyennes sont toujours ordonnées par les inégalités suivantes qui prolongent l’inégalité arithmético-géométrique :
Toutes ces moyennes s’obtiennent sous la forme {\displaystyle {\sqrt[{p}]{{\frac {1}{n}}\sum _{i=1}^{n}{x_{i}^{p}}}}} ou comme limite d’expressions sous cette forme, et entrent dans la définition de la moyenne d'ordre p.
Plus précisément, on retrouve :
- pour p = 1, la moyenne arithmétique ;
- pour p = 2, la moyenne quadratique ;
- pour p = –1, la moyenne harmonique ;
- lorsque p → 0, la limite de xp est la moyenne géométrique ;
- lorsque p → +∞, la limite de xp est le maximum de la liste;
- lorsque p → –∞, la limite de xp est le minimum de la liste.

#### Autres moyennes
Parmi les autres moyennes de deux réels strictement positifs, on trouve :
- la moyenne de Héron : {\displaystyle N(a,b)={\frac {a+{\sqrt {ab}}+b}{3}}}
- la moyenne contre-harmonique : {\displaystyle C(a,b)={\frac {a^{2}+b^{2}}{a+b}}=a+b-H(a,b)} où {\displaystyle H(a,b)} est la moyenne harmonique
- la centroidal mean d'un trapèze {\displaystyle T(a,b)={\frac {2(a^{2}+ab+b^{2})}{3(a+b)}}={\frac {2}{3}}{\frac {b^{3}-a^{3}}{b^{2}-a^{2}}}}
- la moyenne logarithmique : {\displaystyle L(a,b)={\frac {b-a}{\ln b-\ln a}}}
- la moyenne de Gini : {\displaystyle G(a,b)=a^{\frac {a}{a+b}}b^{\frac {b}{a+b}}}

#### Moyennes quasi-arithmétiques
On peut définir la moyenne énergétique de la manière suivante :
{\displaystyle {\bar {x}}=10\log _{10}\left({\frac {1}{n}}\sum _{i=1}^{n}{10^{x_{i}/10}}\right)\,}
C'est la moyenne de valeurs données en décibels, utilisées par exemple en acoustique.
Cette moyenne n’est pas homogène, mais elle reste cumulative, encadrée par le maximum et le minimum. Elle fait partie de la famille des moyennes quasi-arithmétiques qui s’écrivent sous la forme
{\displaystyle f^{-1}({\overline {f(x)}})=f^{-1}\left({\frac {1}{n}}\sum _{i=1}^{n}f(x_{i})\right)}, où f est une fonction réelle continue et strictement croissante sur un intervalle contenant les valeurs de la liste, et f −1 est sa fonction réciproque. On retrouve en particulier les moyennes d'ordre p avec les fonctions puissances ou avec la fonction logarithme. La moyenne énergétique s’obtient avec la fonction {\displaystyle x\mapsto 10^{x/10}}.

#### Moyenne arithmético-géométrique
À partir de deux nombres a et b, la moyenne arithmétique et la moyenne géométrique fournissant deux nouveaux nombres, et l’on peut itérer le processus pour obtenir deux suites adjacentes qui convergent vers un réel intermédiaire (parfois noté M(a,b)) appelé moyenne arithmético-géométrique et qui est relié à la longueur d’une ellipse.
Cette définition n’est cependant pas cumulative, et ne s’étend donc pas à plus de deux valeurs.

#### Autres familles de moyennes
On peut évoquer, pour deux réels strictement positifs :
- les moyennes de Lehmer[12] :
{\displaystyle L_{p}(a,b)={\frac {a^{p}+b^{p}}{a^{p-1}+b^{p-1}}}} où p est un réel quelconque.

- les moyennes de Stolarsky, qui basent leurs constructions sur une généralisation de la moyenne logarithmique par le théorème des accroissements finis[13],[14]:
{\displaystyle S_{p}(a,b)=f'^{-1}\left({\frac {f(b)-f(a)}{b-a}}\right)} avec {\displaystyle f(x)=x^{p}} , soit {\displaystyle S_{p}=\left({\frac {b^{p}-a^{p}}{p(b-a)}}\right)^{\frac {1}{p-1}}\ \mathrm {si} \ p\notin \{0;1\}}
{\displaystyle S_{1}={\frac {1}{\mathrm {e} }}\left({\frac {b^{b}}{a^{a}}}\right)^{\frac {1}{b-a}}}, moyenne identrique et
{\displaystyle S_{0}={\frac {b-a}{\ln b-\ln a}}}, moyenne logarithmique.

- les moyennes de Gini, introduites en 1938[13] :
{\displaystyle G_{r,s}=\left({\frac {a^{r}+b^{r}}{a^{s}+b^{s}}}\right)^{\frac {1}{r-s}}\ \mathrm {si} \ r\neq s}
{\displaystyle G_{r,r}=\left(a^{a^{r}}b^{b^{r}}\right)^{\frac {1}{a^{r}+b^{r}}}.}

- les moyennes symétriques :
{\displaystyle Q_{p}={\frac {a^{s}b^{t}+a^{t}b^{s}}{2}}} avec
{\displaystyle s={\frac {1+p}{2}}\ \mathrm {et} \ t={\frac {1-p}{2}},0\leq p\leq 1}.

- les moyennes de Héron :
{\displaystyle N_{p}=\left({\frac {a^{p}+(ab)^{\frac {p}{2}}+b^{p}}{3}}\right)^{\frac {1}{p}}} pour p non nul et
{\displaystyle N_{0}={\sqrt {ab}}.}

- les moyennes de Seiffert[15]:
{\displaystyle M_{f}={\frac {x-y}{2f\left({\frac {x-y}{x+y}}\right)}}}

Seiffert en personne a étudié les cas :
{\displaystyle P={\frac {x-y}{2\arcsin \left({\frac {x-y}{x+y}}\right)}},\ T={\frac {x-y}{2\arctan \left({\frac {x-y}{x+y}}\right)}}}

#### Moyenne de Muirhead
Étant donnée une liste (a1, … , an) de réels et une liste (x1, … , xn) de réels strictement positifs, la a-moyenne de x est égale à la moyenne arithmétique des monômes de la forme x1aσ(1) × ⋯ × xnaσ(n) 
lorsque σ décrit l’ensemble des permutations de ⟦1, n⟧.
Cette moyenne est homogène lorsque la somme des exposants ai est égale à 1, et appelée dans ce cas moyenne de Muirhead.
Dans le cas particulier n = 2, cette moyenne est appelée moyenne de Heinz.

### Moyennes comme une intégrale
Pour deux nombres réels a et b, Eves et Chen ont remarqué qu'on pouvait définir plusieurs moyennes par une fonction définie comme le rapport de deux intégrales similaires. Plus précisément, pour une fonction f positive, continue, strictement croissante sur ]0;1] et telle que {\textstyle \forall s\in ]0;1[,s<f(s)<1}, alors
{\displaystyle M(a,b)=bf\left({\frac {a}{b}}\right)}
est bien une moyenne. De plus, en posant, pour une fonction φ positive, continue, strictement croissante sur ]0;1], alors :
{\displaystyle f_{\varphi }(s)={\frac {\int _{s}^{1}x\varphi (x)\mathrm {d} x}{\int _{s}^{1}\varphi (x)\mathrm {d} x}}}
permet de définir une moyenne sur le modèle précédent.
Par exemple, φ(x) := φt(x) = xt, on peut retrouver plusieurs moyennes définies plus haut :
- le cas t = –3 donne la moyenne harmonique ;
- le cas t = –3/2 donne la moyenne géométrique;
- le cas t = –1 donne la moyenne logarithmique ;
- le cas t = –1/2 donne la moyenne de Héron ;
- le cas t = 0 donne la moyenne arithmétique;
- le cas t = 1 donne la centroid mean.

De plus, la monotonie de f permet de retrouver les résultats d'inégalité entre les différentes moyennes.

## Utilisations

### Évaluation globale
La moyenne est beaucoup utilisée en évaluation scolaire. Dans de nombreux systèmes scolaires, une partie de l'évaluation des élèves débouche sur une note chiffrée, par exemple
- en France, en Tunisie, Algérie et au Maroc : de 0 à 10 ou de 0 à 20 (0 étant la plus mauvaise note, 10 ou 20 la meilleure) ;
- en Suisse : de 1 à 6 (1 étant la plus mauvaise note, 6 la meilleure) ;
- en Allemagne : de 6 à 1 (6 étant la plus mauvaise note, 1 la meilleure) ;
- au Canada : de 0 à 100 (0 étant la plus mauvaise note, 100 la meilleure) ;
- au Danemark : de -3 à 12 (-3 étant la plus mauvaise note, 12 la meilleure).

On peut alors calculer la moyenne des notes d'une classe dans une matière, ou la moyenne des notes d'un élève dans une matière. Ces moyennes ont des sens différents :
- la moyenne de la classe est censée représenter un « niveau global », si tant est que cela ait un sens ;
- dans le cas d'un examen de grande ampleur, comme le baccalauréat en France, où de nombreux élèves passent la même épreuve mais sont corrigés par différents professeurs, la différence des moyennes entre les groupes peut indiquer une différence de correction selon le professeur (certains étant plus sévères, d'autres plus tolérants), et l'on peut par exemple effectuer une correction de notes, une « mise en adéquation », afin que les groupes aient tous la même moyenne ; par exemple, si m1, m2… sont les moyennes des groupes et M la moyenne globale, alors les notes du groupe i seront multipliées par M/mi ;
- dans le cas d'un élève : la moyenne des notes sur une matière permet de niveler les résultats ; ainsi, si les résultats sont fluctuants, les faiblesses d'un moment sont rattrapées par les réussites d'un autre moment ;
- la moyenne des notes d'un élève dans plusieurs matières est une autre manière de niveler les résultats, non plus dans le temps mais selon la matière : les points forts rattrapent les points faibles ; la moyenne est alors un critère de sélection, sachant que ce que l'on demande d'un élève, ce n'est pas qu'il soit bon partout, mais qu'il ait des qualités permettant de rattraper ses défauts ; lorsque certaines matières sont plus importantes que d'autres, on applique des coefficients de pondération (cf. infra).

Dans ces exemples, la moyenne est un lissage des valeurs. On peut bien sûr se demander si la moyenne est un critère pertinent de sélection (voir Évaluation sommative) ; en général, ce n'est pas le seul critère qui entre en compte, à l'exception de certains examens et concours.

### Statistique
La moyenne est la valeur unique que devraient avoir tous les individus d'une population (ou d'un échantillon) pour que leur total soit inchangé. C'est un critère de position.
Dans la plupart des cas, le total formé par les individus d'une population est la somme de leurs valeurs. La moyenne est alors la moyenne arithmétique. Mais si le total représenté par une population ou un échantillon n'est pas la somme de leurs valeurs, la moyenne pertinente ne sera plus la moyenne arithmétique.
Si, par exemple, le total d'un ensemble d'individus est le produit de leurs valeurs, il convient de calculer leur moyenne géométrique.
La moyenne ne peut donc se concevoir que pour une variable quantitative. On ne peut pas faire le total des valeurs d'une variable qualitative. Quand la variable est ordinale, on lui préférera la médiane.

### Géométrie
Le barycentre d’un ensemble fini de points du plan ou de l’espace affine (éventuellement munis de poids positifs ou négatifs) est défini par une relation vectorielle et correspond essentiellement à la notion physique de centre de masse.
Les coordonnées cartésiennes de ce barycentre dans un repère sont alors données par la moyenne arithmétique pondérée des coordonnées des différents points.

### Analyse
Le lemme de Cesàro assure que pour toute suite u convergente, la suite des moyennes partielles {\displaystyle \left({\dfrac {1}{n+1}}\sum _{k=0}^{n}u_{k}\right)_{n\in \mathbb {N} }} converge également vers la même limite.
Ce résultat permet d’étendre la notion de limite à des suites divergentes mais pour lesquelles la suite des moyennes partielles converge, comme la suite ((−1)n)n⩾0, dont les moyennes partielles tendent vers 0, ou la série associée, appelée série de Grandi, à laquelle on attribue alors la limite 1/2.
Ce procédé est utilisé par exemple dans la définition de somme de Fejér.

### Probabilités
La moyenne empirique d’un échantillon de variables aléatoires réelles (X1, … , Xn) est simplement la moyenne arithmétique de ces variables, notée {\displaystyle {\overline {X}}} ou {\displaystyle {\overline {X}}_{n}}. C’est une variable qui a la même espérance que les variables Xi mais une variance divisée par n (sous condition d'existence). Elle sert notamment comme estimateur (statistique) de l’espérance.

### Physique
Les règles de conservation sur les différentes grandeurs physiques mènent à l’usage de moyennes différentes.
Ainsi, la capacité électrique moyenne de condensateurs en série est la moyenne harmonique de leurs capacités, comme la résistance (électricité) moyenne de conducteurs ohmiques en parallèle.
L’énergie cinétique dépendant linéairement du carré de la vitesse, la vitesse moyenne d’un ensemble de particules en agitation thermique est la moyenne quadratique des vitesses individuelles.

## Extensions de la notion de moyenne
Au-delà des définitions précédentes de moyenne, il existe d'autres approches plus étendues pour cette notion :

### Moyenne glissante (ou «mobile»)
La moyenne glissante est une notion statistique, où la moyenne au lieu d'être calculée sur n valeurs fixes, est calculée sur n valeurs consécutives « glissantes ».
Ce type de calcul est aussi utilisé en informatique pour minimiser la taille mémoire nécessaire au stockage des valeurs intermédiaires. Différentes formules de moyennes glissantes existent, par exemple pour une moyenne glissante de période n :
{\displaystyle {\bar {x}}_{0}=x_{0}} (une moyenne glissante de période 0 ne prend qu'un terme)
{\displaystyle {\bar {x}}_{n}={\frac {{\bar {x}}_{n-1}\cdot (n-1)+x_{n}}{n}}} (formule de récurrence)

### Moyenne tronquée (ou «réduite»)
Une moyenne tronquée est un calcul de moyenne arithmétique qui est appliqué après avoir ignoré les valeurs les plus extrêmes des données. L'idée de la troncation, opération dont le résultat s'appelle une troncature de l'ensemble des données, est de ne pas tenir compte des valeurs les plus éloignées, considérées alors comme aberrantes, et ainsi, dans le cas de la moyenne dite tronquée, de ne la calculer que sur un sous-ensemble « central » des données, la troncature. Notons que cette procédure est généralisable à d'autres estimateurs centraux.
Les statistiques tronquées, en anglais trimmed estimators (en), ont été inventées pour pallier la sensibilité des statistiques aux valeurs aberrantes, ce qu'on appelle la robustesse statistique. Leur avantage sur la médiane et sur la moyenne arithmétique est d'allier la robustesse de la médiane, à la définition « collective » de la moyenne arithmétique, la formule de calcul ressemblant fort à celle de cette moyenne arithmétique, lui conférant un avantage psychologique sur la médiane dont le défaut majeur (!) est de ne pas s'écrire avec une formule simplement arithmétique.
Historiquement, cette technique a eu son heure de gloire dans la première moitié du XXe siècle comme méthode de « correction » des valeurs aberrantes, et avec l'apparition des premiers calculateurs, notamment, jusqu'aux travaux plus récents pour mieux cerner la notion de robustesse (Peter Rousseeuw (en)).

### Moyenne pondérée
La moyenne pondérée est utilisée, en géométrie pour localiser le barycentre d'un polygone, en physique pour déterminer le centre de gravité ou en statistique et probabilité pour calculer une espérance. On la calcule ainsi :
{\displaystyle {\bar {x}}={\frac {\sum _{i=1}^{n}{m_{i}\cdot x_{i}}}{\sum _{i=1}^{n}{m_{i}}}}}
Dans le cas général le poids mi représente l'influence de l'élément xi par rapport aux autres.
À noter qu'il s'agit ici de la moyenne pondérée arithmétique. Il existe aussi des versions pondérées des autres moyennes, comme la moyenne géométrique pondérée et la moyenne harmonique pondérée.

### Valeur moyenne d'une fonction
Pour toute fonction f continue sur un segment [a, b] non dégénéré (i. e. b > a) ou plus généralement intégrable sur ]a, b[, la valeur moyenne de f sur [a, b] est le réel défini par :
{\displaystyle m={\frac {1}{b-a}}\times \int _{a}^{b}f(x)\,\mathrm {d} x}.
L’inégalité de la moyenne permet d’encadrer cette valeur moyenne par des bornes de la fonction. Si la fonction est continue, le théorème de la moyenne assure même l’existence d’un réel c ∈ ]a, b[ tel que m = f(c).
Cette notion généralise celle de moyenne d'un nombre fini de réels en l'appliquant à un nombre infini de valeurs prises par une fonction intégrable. Elle sert par exemple dans la décomposition en série de Fourier d'une fonction périodique : c'est la composante constante. En traitement du signal, pour les signaux périodiques, il s'agit de la composante continue (offset).
On peut aussi, par analogie avec les moyennes pondérées d'un nombre fini de réels, affecter « à chacune des valeurs prises par la fonction » un coefficient strictement positif. On utilise alors ce que l'on appelle une fonction poids
{\displaystyle w:\,\mathbb {R} \longrightarrow \mathbb {R} ^{+*}}
(w pour l'initiale de weight, « poids » en anglais) :
{\displaystyle m_{w}={\frac {\int _{a}^{b}f(x)\cdot w(x)\,\mathrm {d} x}{\int _{a}^{b}w(x)\,\mathrm {d} x}}}.
Ce procédé peut aussi s'utiliser sur un intervalle ouvert ou semi-ouvert mais borné (i. e. aucune de ses bornes n'est infinie) où la fonction ƒ×w est intégrable. On peut citer l'exemple classique servant à montrer l'orthogonalité de la famille des polynômes de Tchebychev :
{\displaystyle {2 \over \pi }\,\int _{[0;1[}{T_{n}(x)\cdot T_{p}(x) \over {\sqrt {1-x^{2}}}}\,\mathrm {d} x}
où la fonction Tn×Tp est continue sur le fermé [0,1] et où la fonction poids est
{\displaystyle w:\,\mathbb {R} \longrightarrow \mathbb {R} ^{+*},\;x\mapsto {1 \over {\sqrt {1-x^{2}}}}}
est intégrable sur [0;1[, et dont l'intégrale vaut {\displaystyle \pi  \over 2}.
Note : lorsque la fonction est périodique de période T, elle a la même valeur moyenne sur toute période [a, a + T]. Cette valeur commune est appelée valeur moyenne de la fonction. Ainsi la fonction cosinus est de moyenne nulle, son carré de moyenne 1/2.